# 共和国議会 (トリニダード・トバゴ)
共和国議会（きょうわこくぎかい、英語: Parliament of the Republic）は、トリニダード・トバゴの立法府である。

## 概要
上院に相当する元老院と下院に相当する代議院の両院で構成する。